# HIGD1A
HIGD1A (англ. HIG1 hypoxia inducible domain family member 1A) – білок, який кодується однойменним геном, розташованим у людей на короткому плечі 3-ї хромосоми.  Довжина поліпептидного ланцюга білка становить 93 амінокислот, а молекулярна маса — 10 143.
| 10         |  | 20         |  | 30         |  | 40         |  | 50         |
| ---------- |  | ---------- |  | ---------- |  | ---------- |  | ---------- |
| MSTDTGVSLP |  | SYEEDQGSKL |  | IRKAKEAPFV |  | PVGIAGFAAI |  | VAYGLYKLKS |
| RGNTKMSIHL |  | IHMRVAAQGF |  | VVGAMTVGMG |  | YSMYREFWAK |  | PKP        |

A: Аланін

D: Аспарагінова кислота

E: Глутамінова кислота

F: Фенілаланін

G: Гліцин

H: Гістидин

I: Ізолейцин

K: Лізин

L: Лейцин

M: Метіонін

N: Аспарагін

P: Пролін

Q: Глутамін

R: Аргінін

S: Серин

T: Треонін

V: Валін

W: Триптофан

Кодований геном білок за функцією належить до фосфопротеїнів. 
Задіяний у таких біологічних процесах як відповідь на стрес, транспорт, транспорт електронів, дихальний ланцюг, ацетиляція, альтернативний сплайсинг. 
Локалізований у мембрані, мітохондрії, внутрішній мембрані мітохондрії.